# IC 5227
IC 5227 ist eine Balken-Spiralgalaxie mit ausgedehnten Sternentstehungsgebieten vom Hubble-Typ SBab im Sternbild Tukan am Südsternhimmel. Sie ist schätzungsweise 145 Millionen Lichtjahre von der Milchstraße entfernt.
Das Objekt wurde am 21. August 1900 von DeLisle Stewart entdeckt.